# بوروتو أوزوماكي
بوروتو أوزوماكي (うずまき ボルト Uzumaki Boruto) هو شخصية خيالية رئيسية في سلسلة ناروتو، من تأليف المؤلف مانغا الياباني ماساشي كيشيموتو. وقد ظهر لأول مرة في خاتمة سلسلة المانجا المشهورة باسم ناروتو، كإبن بطل الرواية ناروتو أوزوماكي وهيناتا هيوغا. في وقت لاحق ظهر بوروتو في دور مهم في فيلم الأنيمي المسمى ببوروتو: ناروتو الفيلم في عام 2015; حيث يبدأ بوروتو بالتدريب على النينجاساسكي ليتخطى والده، والذي أصبح زعيم قرية كونوها. 
وهو حالياً البطل الرئيسي لمانغا وأنيمي المعروف بوروتناروتو  ساكورانو: الأجيال القادمة من ناروتو.

## شخصيته
بوروتو هو ابن ناروتو الهوكاجي السابع واميرة الهيوغا هيناتا هيوغا وهو الجيل الجديد من ناروتو أوزوماكي وتلقى تدريباته على يد ساسكي أوتشيها منافس ناروتو هو يعيش في قرية الورق الواقعة بأرض النار، إنّها إحدى القرى العظمى الخمس. يلتقي بوروتو يومًا ما بصبي يدعى دينكي وهو دائمًا ما يتعرّض للاعتداء.
وعندما كان بوروتو في طريقه إلى الأكاديمية لأجل مراسم الدخول، لاحظ أنّ تشاكرا دينكي مشوّهة ويتصرّف بغرابة وكادت تظهر الجوغان خاصته لكن يعود الأمر إلى طبيعته ويقوم دينكي بنصب فخ للأطفال الذين يعتدون عليه لكن يأتي بوروتو وينقذ الجميع ويعود دينكي إلى وعيه لكن بما أنهم تأخروا عن الأكاديمية يصطدمون بوجه ناروتو المنحوت بالجبل ويعاقب بوروتو بعدها تتوالى مجموعة من الاحداث تنتهي باكتشاف بوروتو ومتسكي ان سوميري رئيسة الصف هي وراء كل مايجري بعدها يقنع بوروتو سوميري بالعدول عن قرارها بالانتقام لدانزو والجدور ويعدون تم تسجن سوميري موقت بعد ذلك يأتي التخرج من الاكاديمية والحصول على المهمات وارك عصابة البياكوغو تم امتحان التشونين ويليه ارك تشوتشو اكيمتشي تم ميتال لي والان بدء عرضارك متسكي الذي يتمحور حول بوروتو وعلاقته بمتسكي.